# Поклонногорская улица
Поклонного́рская улица — улица в Выборгском и Приморском административных районах Санкт-Петербурга, в исторических районах Удельная, Озерки, Поклонная гора и Коломяги. Проходит от проспекта Энгельса до Солунской улицы. Восточнее проспекта Энгельса переходит в Северный проспект, западнее Солунской улицы — в Горную улицу. По участку Поклонногорской улицы от проспекта Энгельса до Финляндской железнодорожной линии проходит граница между муниципальными округами Шувалово-Озерки и Светлановское.

## История
Название улицы связано с Поклонной горой, на которой она начинается, и известно с 1880-х годов. Тогда же улица называлась Старо-Коломяжской.
Называлась также дорогой на Поклонную гору, в 1887 году стала называться Поклонно-Горской, а с 1896 года название стало писаться как Поклонногорская. Иногда в её состав включали Горную (тогда — Парголовскую) улицу.
В 2014—2017 годах был построен Поклонногорский путепровод через Финляндскую железнодорожную линию в створе Поклонногорской и Вербной улиц.

## Пересечения
С северо-востока на юго-запад (по увеличению нумерации домов) Поклонногорскую улицу пересекают следующие улицы:
- проспект Энгельса — пересечение с переходом Поклонногорской улицы в Северный проспект и примыканием проспекта Тореза;
- Ушковская улица — примыкание (выезда нет, пешеходная лестница);
- Большая Озёрная улица — примыкание;
- улица Кольцова — примыкание;
- Ярославский проспект — примыкание;
- Костромской проспект — примыкание;
- Арктическая улица — примыкание;
- Ракитовская улица и Удельный проспект — пересечение;
- Финляндская железнодорожная линия — пересечение по путепроводу;
- Первомайский проспект — примыкание;
- Фермское шоссе — примыкание;
- Афонская улица — пересечение;
- Солунская улица — пересечение с переходом Поклонногорской в Горную улицу.

## Транспорт
Ближайшие к Поклонногорской улице станции метро — «Озерки» (около 800 м по прямой от начала улицы) и «Удельная» (около 1,0 км по прямой от примыкания Главной улицы) 2-й (Московско-Петроградской) линии.
По участку Поклонногорской улицы от большой Озёрной улицы до Удельного проспекта проходит социальный автобусный маршрут № 38.
Ближайшая железнодорожная платформа — Удельная (около 900 м по прямой от примыкания Главной улицы).

## Общественно значимые объекты
- сад Юннатов (между проспектом Энгельса и Ярославским проспектом);
- школа № 102 (между Арктической и Ракитовской улицами) — дом 17 / Арктическая улица, дом 2;
- паркинг (между Костромским и Удельным проспектами) — Костромской проспект, дом 62;
- Городская психиатрическая больница № 3 имени И. И. Скворцова-Степанова (между Фермским шоссе и Афонской улицей) — Фермское шоссе, дом 36;
- центр социального обслуживания пенсионеров[уточнить] (между Афонской и Солунской улицами) — дом 52.

## Перспективы развития
В перспективе планируется соединение Поклонногорской улицы непосредственно с Северным проспектом в составе планируемой Поклонногорской развязки.